# Dansk landskab
Dansk landskab er et maleri fra 1891 af den danske maler Harald Slott-Møller.
Slott-Møllers kone Agnes Slott-Møller var en af de første danske kunstnere der begyndte at inddrage rammen som en del af det samlede kunstværk. Med Dansk landskab malede Slott-Møller på en forgyldt plade med rammen som betydningsbærende form.
Agnes og Harald Slott-Møller var blandt de danske kunstnere der i slutningen af 1800-tallet var orienteret mod den engelske kunst med William Morris, Edward Burne-Jones og prærafaelitterne.